# Liste der Biografien/Wind
Liste der Biografien |
Portal Biografien |
Personensuche
# |
A |
B |
C |
D |
E |
F |
G |
H |
I |
J |
K |
L |
M |
N |
O |
P |
Q |
R |
S |
T |
U |
V |
W |
X |
Y |
Z |
?
 
Wa |
Wc |
Wd |
We |
Wh |
Wi |
Wj |
Wl |
Wn |
Wo |
Wr |
Ws |
Wt |
Wu |
Ww |
Wy |
Wz
 
Wia |
Wib |
Wic |
Wid |
Wie |
Wif |
Wig |
Wih |
Wii |
Wij |
Wik |
Wil |
Wim |
Win |
Wio |
Wip |
Wir |
Wis |
Wit |
Wiv |
Wiw |
Wix |
Wiz
 
Wina |
Winb |
Winc |
Wind |
Wine |
Winf |
Wing |
Winh |
Wini |
Wink |
Winl |
Winm |
Winn |
Wino |
Winq |
Winr |
Wins |
Wint |
Winw |
Winz
Die Liste der Biografien führt alle Personen auf, die in der deutschsprachigen Wikipedia einen Artikel haben. Dieses ist eine Teilliste mit 308 Einträgen von Personen, deren Namen mit den Buchstaben „Wind“ beginnt.

## Wind
- Wind, Bartina Harmina (1891–1974), niederländische Romanistin und Hochschullehrerin
- Wind, Bastian, deutscher Judoka der Special Olympics
- Wind, Edgar (1900–1971), deutscher Kunsthistoriker
- Wind, Eliazar de (1916–1987), niederländischer jüdischer Arzt, Psychiater und Psychoanalytiker
- Wind, Franz Ludwig (1719–1789), Schweizer Bildhauer des Rokokozeitalters
- Wind, Gerhard (1928–1992), deutscher Maler und Grafiker
- Wind, Günter (1917–2018), deutscher Verkehrswissenschaftler
- Wind, Hans (1919–1995), finnischer Jagdflieger im Zweiten Weltkrieg
- Wind, Henning (* 1937), dänischer Segler
- Wind, Horst-Helmut (1927–2009), deutscher Kapitän der Handelsmarine und Marineoffizier
- Wind, Joceline (* 2000), Schweizer Leichtathletin
- Wind, Jonas (* 1999), dänischer FußballspielerJonas Wind (* 1999)

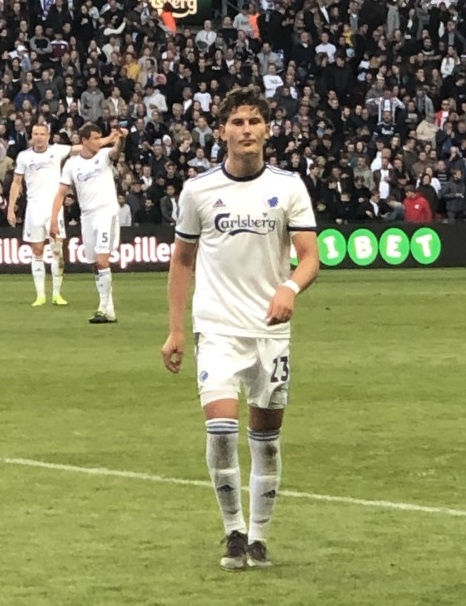
Jonas Wind (* 1999)

- Wind, Martin (* 1968), deutscher Jazzmusiker (Kontrabass, Komposition)
- Wind, Patrick (* 1968), deutscher Produzent und Komponist
- Wind, Renate (1950–2023), deutsche Pfarrerin und Hochschullehrerin (Biblische Theologie und Kirchengeschichte)

### Winda
- Windahl, Åsa (* 1972), schwedische Snowboarderin
- Windahl, Daniel (* 1996), schwedischer Tennisspieler
- Windahl, Jörgen (* 1963), schwedischer Tennisspieler
- Windarto, Wifqi (* 1989), indonesischer Badmintonspieler
- Windass, Dean (* 1969), englischer Fußballspieler
- Windass, Josh (* 1994), englischer Fußballspieler
- Windaus, Adolf (1876–1959), deutscher Chemiker, Nobelpreis für Chemie 1928Adolf Windaus (1876–1959)

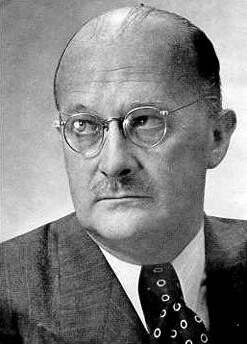
Adolf Windaus (1876–1959)

### Windb
- Windberger, Ferry (1915–2008), österreichischer Filmarchitekt und Bühnenbildner
- Windberger, Markus (* 1960), österreichischer Bühnenbildner und Intendant des Wiener Operettensommers
- Windbichler, Christine (* 1950), deutsche Juristin und Hochschullehrer
- Windbichler, Erich (* 1904), österreichischer Maler und Bildhauer
- Windbichler, Richard (* 1991), österreichischer Fußballspieler
- Windbrechtinger, Wolfgang (1922–2011), österreichischer Architekt
- Windbüchler-Souschill, Tanja (* 1976), österreichische Politikerin (Grüne), Abgeordnete zum Nationalrat

### Winde
- Winde, Alan (* 1965), südafrikanischer Politiker
- Winde, Beatrice (1924–2004), US-amerikanische Schauspielerin
- Winde, Bertram (1926–2020), deutscher Physiker
- Winde, Lutz (* 1966), deutscher Schauspieler und Regisseur
- Winde, Matthias (* 1952), deutscher Schauspieler
- Winde, Stefanie (* 1967), deutsche Politikerin (SPD), MdA
- Winde, Theodor Artur (1886–1965), deutscher Holzbildhauer, Schnitzer und Drechsler
- Windeatt, Graham (* 1954), australischer Schwimmer
- Windeatt, Nira (* 1958), australische Schwimmerin
- Windeck, Agnes (1888–1975), deutsche SchauspielerinAgnes Windeck (1888–1975)

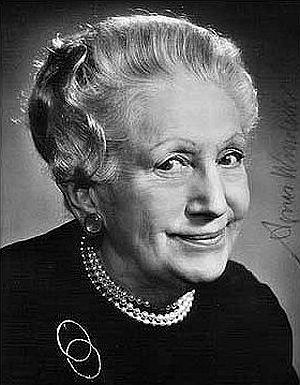
Agnes Windeck (1888–1975)

- Windeck, August (1853–1933), deutscher Bürgermeister und Politiker, MdR
- Windeck, Eberhard, deutsch-ungarischer Kaufmann und Chronist
- Windeck, Hans (1888–1979), deutscher Generalleutnant im Zweiten Weltkrieg
- Windeck, Johann Martin Joseph (1765–1839), deutscher Jurist, Oberbürgermeister von Bonn
- Windeck, Josef (1903–1977), deutscher Funktionshäftling in Konzentrationslager und verurteilter Mörder
- Windeck, Klaus (* 1941), deutscher Unternehmer
- Windecker, Adolph (1857–1939), Landtagsabgeordneter Großherzogtum Hessen
- Windecker, Wilhelm (1908–1979), deutscher Biologe und Direktor des Kölner Zoos
- Windegger, Erwin (* 1958), italienischer deutschsprachiger Regisseur, Theater- und Musicaldarsteller (Südtirol)
- Windekens, Albert Joris van (1915–1989), belgischer Sprachwissenschaftler und Hochschullehrer
- Windekiel, Friedrich, deutscher Bildhauer
- Windel, Adolph (1806–1886), deutscher Richter und Politiker, Landtagsabgeordneter Waldeck
- Windel, Friedrich Ludwig (1772–1830), deutscher Kaufmann und Politiker
- Windel, Gustav (1873–1954), deutscher Unternehmer
- Windel, Karl Adam (1840–1890), deutscher reformierter Theologe
- Windel, Peter A. (* 1959), deutscher Jurist und Hochschullehrer
- Windelband, Frank (* 1960), deutscher Fußballspieler
- Windelband, Rudolf (1839–1909), deutscher Arzt und Homöopath
- Windelband, Wilhelm (1848–1915), deutscher PhilosophWilhelm Windelband (1848–1915)

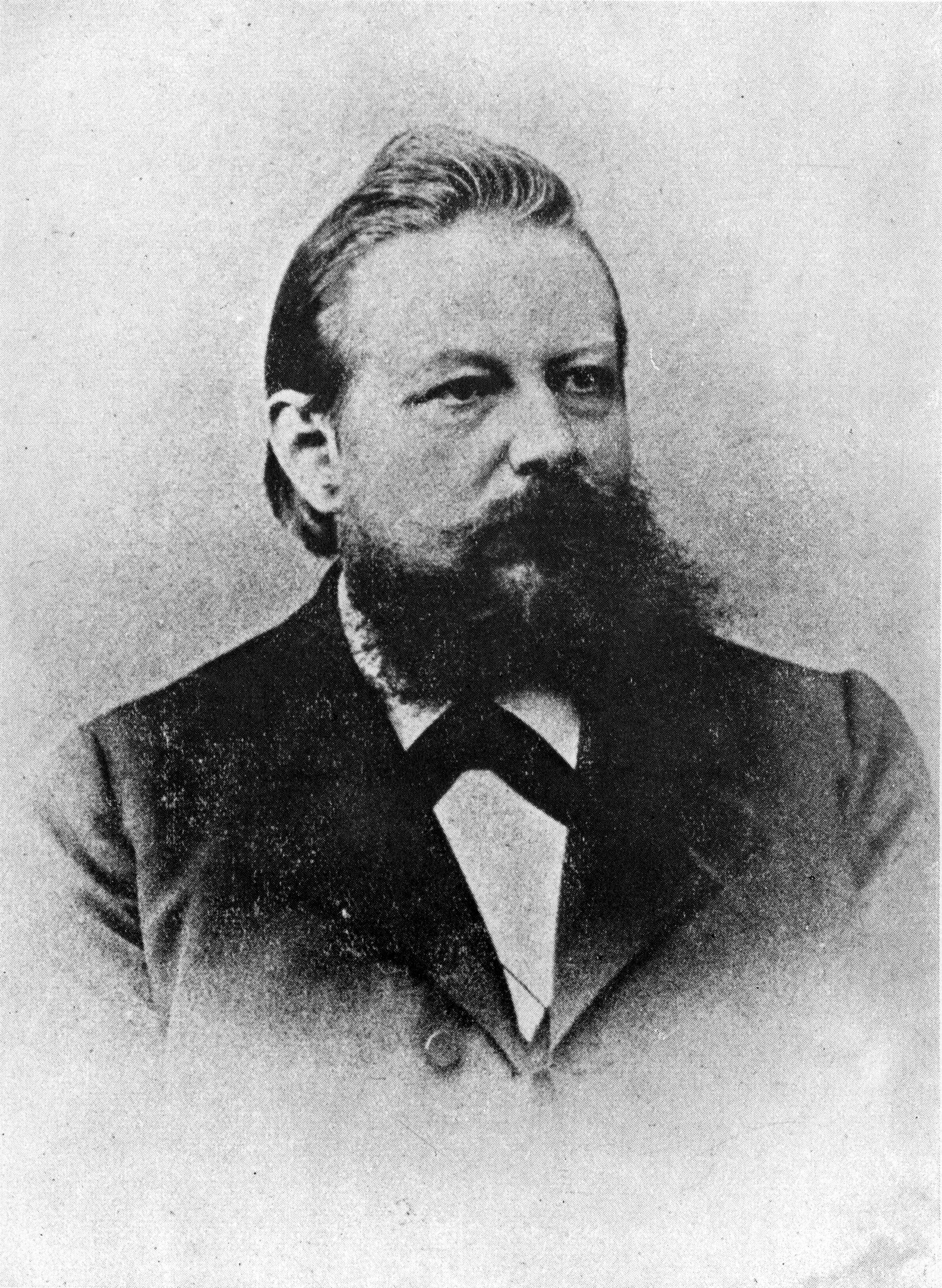
Wilhelm Windelband (1848–1915)

- Windeleff, Clara (* 2002), dänische Volleyball- und Beachvolleyballspielerin
- Windelen, Heinrich (1921–2015), deutscher Politiker (CDU), MdB
- Windelen, Magdalena (1900–1991), deutsche Politikerin (CDU), MdL
- Windelen, Susanne (* 1959), deutsche Bildhauerin und Professorin
- Windeler, Jürgen (* 1957), deutscher Arzt und Professor für Medizinische Biometrie und Klinische Epidemiologie
- Windell, Terry (1956–2018), US-amerikanischer Special Effects-Animator und Fernsehregisseur
- Windels, Hans (1882–1949), deutscher Verwaltungsjurist
- Windels, Paul (1883–1970), deutscher Verwaltungsjurist und Landrat
- Windelschmidt, Heinrich (1884–1963), deutscher Maler und Kirchenexpressionist
- Windemuth, Justus (1883–1963), deutscher Politiker (SPD), MdL
- Winden, Dennis van (* 1987), niederländischer Radrennfahrer
- Winder, Charles (1874–1921), US-amerikanischer Sportschütze
- Winder, Christoph (* 1975), österreichischer Politiker (ÖVP), Landtagsabgeordneter
- Winder, Ernst (* 1936), österreichischer Politiker (SPÖ), Landesrat und Landtagsabgeordneter in Vorarlberg
- Winder, John Henry (1800–1865), amerikanischer Offizier, Generalmajor der Konföderation im Bürgerkrieg
- Winder, Kaspar (1908–1977), österreichischer Politiker (ÖVP), Landtagsabgeordneter zum Vorarlberger Landtag
- Winder, Katherine (* 1992), peruanische Badmintonspielerin
- Winder, Levin (1757–1819), US-amerikanischer Politiker
- Winder, Ludwig (1889–1946), tschechoslowakischer Schriftsteller, Journalist und Literaturkritiker
- Winder, Luke (* 1995), US-amerikanischer Stabhochspringer
- Winder, Optat (1889–1962), österreichischer Volksmissionar und Schriftsteller
- Winder, Peter (1896–1964), österreichischer Politiker, Landtagsabgeordneter zum Vorarlberger Landtag
- Winderl, Eckard (* 1943), deutscher Psychologe und Psychotherapeut
- Winderlich, Dieter (* 1938), deutscher Polizeioffizier und Chef der DDR-Volkspolizei
- Winderlich, Lili (* 2000), deutsche Schauspielerin
- Winderlich, Rudolf (1876–1951), deutscher Chemiedidaktiker und Chemiehistoriker
- Winderling, Luciano (1938–2006), italienischer Tischtennisspieler
- Winderstein, Hans (1856–1925), deutscher Dirigent und Komponist
- Windes, Elsie (* 1985), US-amerikanische Wasserballspielerin
- Windesheim, Hermann (1838–1905), deutscher Fabrikant und Geheimer Kommerzienrat
- Windesheim, Max (1868–1925), deutsch-jüdischer Fabrikant und Getreidegroßhändler
- Windey, Gerda, deutsche politische Beamtin
- Windeyer, Gordon (* 1954), australischer Hochspringer

### Windf
- Windfeder, Lukas (* 1995), deutscher Hockeyspieler
- Windfeld, Hanne (* 1959), dänische Schauspielerin
- Windfeld, Kathrine (* 1984), dänische Jazzmusikerin (Piano, Komposition, eigene Bigband)
- Windfelder, Anton, deutscher Zoologe und Immunologe
- Windfuhr, Manfred (* 1930), deutscher Literaturwissenschaftler und Hochschullehrer
- Windfuhr, Ulrich (* 1960), deutscher Dirigent
- Windfuhr, Volkhard (1937–2020), deutscher Journalist und Arabist
- Windfuhr, Walter (1878–1970), deutscher Theologe und Judaist
- Windfuhr, Wolfgang (1936–2018), deutscher Pädagoge und Politiker (CDU), MdL

### Windg
- Windgassen, Dirk (* 1964), deutscher Fernsehproduzent, Schauspieler und Musiker
- Windgassen, Fritz (1883–1963), deutscher Sänger (Tenor)
- Windgassen, Michael (* 1953), deutscher Übersetzer
- Windgassen, Wolfgang (1914–1974), deutscher Opernsänger (Tenor)
- Windges, Theo (1943–2022), deutscher Grafiker und Fotokünstler

### Windh
- Windhab, Erich (* 1956), deutscher Ingenieur für Lebensmitteltechnologie
- Windhag, Eva Magdalena von (1629–1700), Priorin des Dominikanerinnenklosters Windhaag
- Windhagen, Henning (* 1965), deutscher Orthopäde und Unfallchirurg
- Windhager, Fabian (* 2001), österreichischer Fußballspieler
- Windhager, Franz (1879–1959), österreichischer Maler und Graphiker
- Windhager, Franz (1906–1993), österreichischer Architekt
- Windhager, Günther (* 1964), österreichischer Kultur- und Sozialanthropologe
- Windhager, Juliane (1912–1986), österreichische Lyrikerin, Erzählerin und Hörspielautorin
- Windhager, Maria (* 1967), österreichische Juristin und Medienanwältin
- Windhager, Reinhard (* 1957), österreichischer Orthopäde und Wissenschaftler
- Windham, Barry (* 1960), US-amerikanischer WrestlerBarry Windham (* 1960)

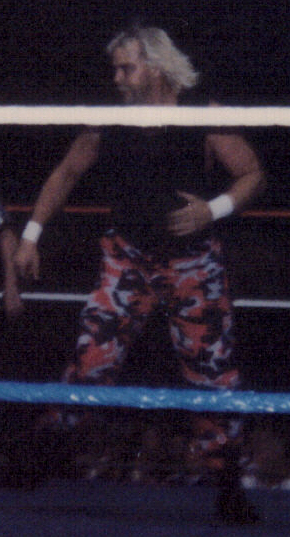
Barry Windham (* 1960)

- Windham, Cliff (1961–2004), US-amerikanischer Basketballspieler
- Windham, Donald (1920–2010), US-amerikanischer Schriftsteller
- Windham, Kathryn Tucker (1918–2011), US-amerikanische Schriftstellerin und Journalistin
- Windham, William (1750–1810), britischer Politiker, Mitglied des House of Commons
- Windham, William (1926–2021), britischer Ruderer
- Windhausen, Albin (1863–1946), deutsch-niederländischer Kirchen-, Historien- und Porträtmaler sowie Illustrator religiöser Motive
- Windhausen, Anselm (1882–1932), deutsch-argentinischer Geologe
- Windhausen, Bernd (1942–2014), deutscher Fußballspieler
- Windhausen, Josef (1888–1946), deutscher Politiker der CDU
- Windhausen, Peter Heinrich (1832–1903), deutscher Porträt- und religiöser Historienmaler der Düsseldorfer Schule
- Windhausen, Wolfgang (1949–2022), deutscher Lyriker, Autor, Grafiker und Menschenrechtler
- Windhäuser, Karl (1910–1984), deutscher Gymnasiallehrer, Schriftsteller, Kommunalpolitiker
- Windheim, Christian Ernst von (1722–1766), deutscher evangelischer Theologe und Orientalist
- Windheim, Dorothee von (* 1945), deutsche bildende Künstlerin
- Windheim, Ernst von (1891–1946), Verwaltungsjurist, Landrat in Preußen
- Windheim, Horst von (1886–1935), deutscher Lokalpolitiker
- Windheim, Ludwig von (1857–1935), deutscher Verwaltungsjurist und Oberpräsident der Provinzen Hessen-Nassau, Ostpreußen und Hannover
- Windheim, Paul von (1854–1912), preußischer Generalleutnant
- Windheim, Wilhelm von (1781–1847), preußischer Generalmajor
- Windhöfel, Lutz (* 1954), deutscher Kunst- und Architekturhistoriker
- Windhofer, Peter (* 1980), österreichischer SchauspielerPeter Windhofer (* 1980)

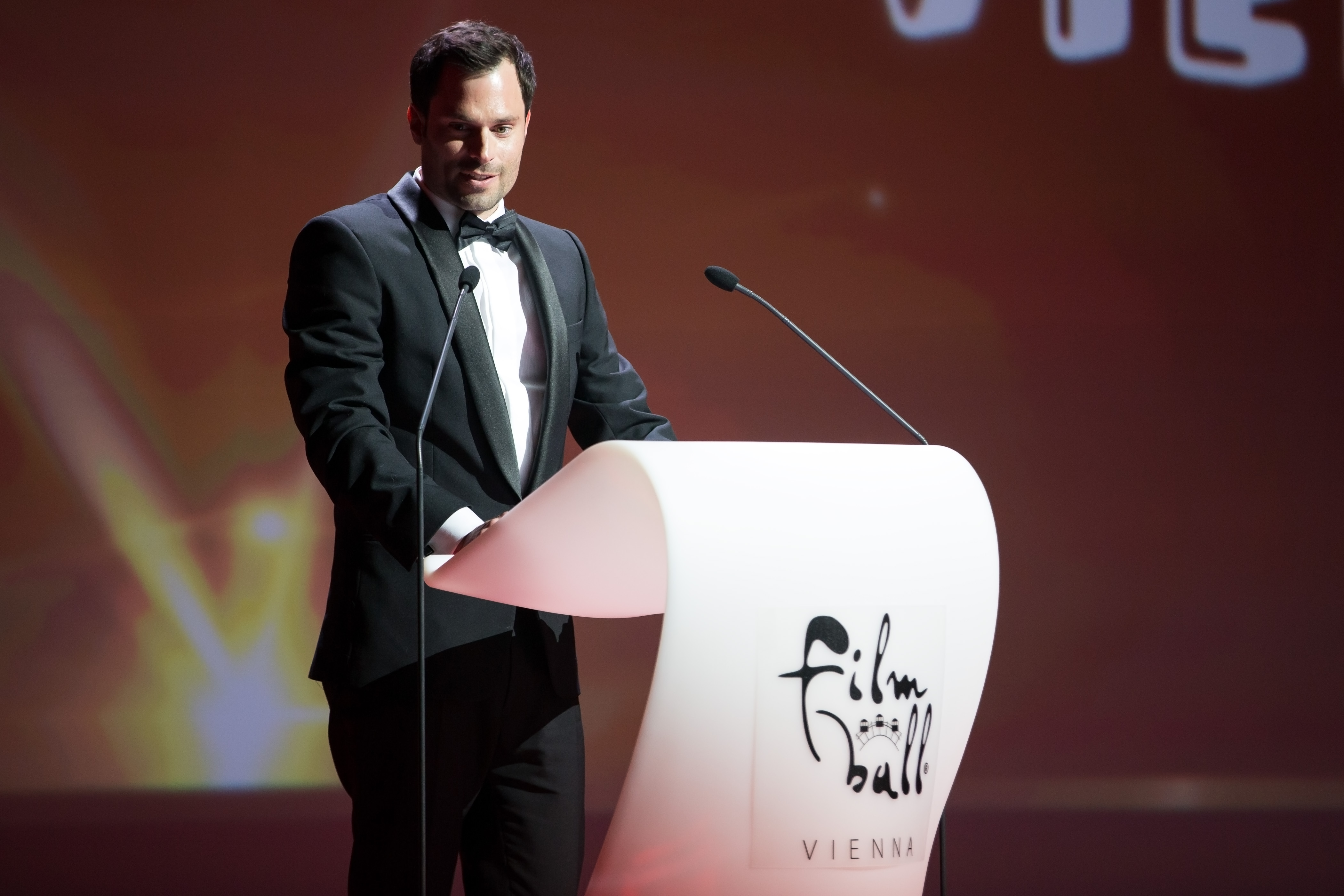
Peter Windhofer (* 1980)

- Windholz, Angela (* 1969), deutsche Kunsthistorikerin
- Windholz, Ernest (* 1960), österreichischer Politiker (FPÖ, BZÖ), Landtagsabgeordneter, Abgeordneter zum Nationalrat, Mitglied des Bundesrates
- Windholz, Rainer (* 1969), österreichischer Politiker (SPÖ), Landtagsabgeordneter
- Windhorst, Hans-Wilhelm (* 1944), deutscher Agrargeograph und Hochschullehrer
- Windhorst, Lars (* 1976), deutscher Unternehmer mit Wohnsitz in London
- Windhövel, Kai (* 1971), deutscher Theaterschauspieler
- Windhuis, Andreas (* 1962), deutscher Schauspieler
- Windhurst, Johnny (1926–1981), US-amerikanischer Jazztrompeter

### Windi
- Windich, Tommy (1840–1876), Aborigines-Entdeckungsreisender
- Winding Refn, Nicolas (* 1970), dänischer Filmregisseur und DrehbuchautorNicolas Winding Refn (* 1970)

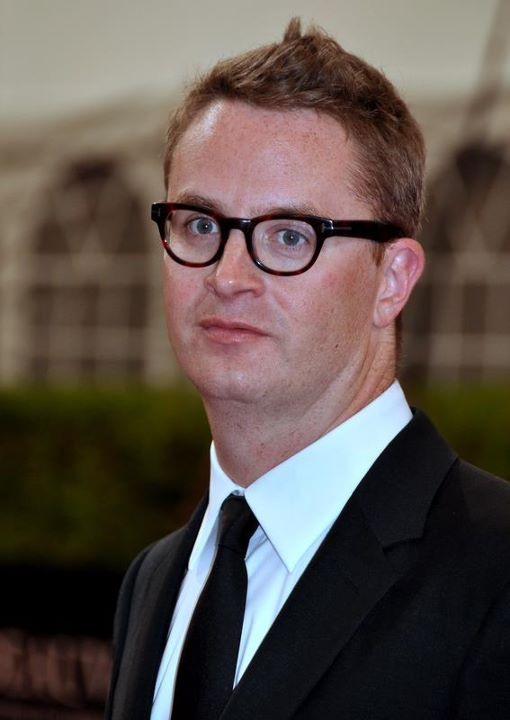
Nicolas Winding Refn (* 1970)

- Winding, Andréas (1928–1977), französischer Kameramann
- Winding, August (1835–1899), dänischer Pianist, Klavierpädagoge und Komponist
- Winding, Geneviève (1927–2008), französische Filmeditorin
- Winding, Kai (1922–1983), dänisch-US-amerikanischer Jazzposaunist
- Winding, Kasper (* 1956), dänischer Musiker, Komponist und Musikproduzent
- Winding, Romain (1951–2023), französischer Kameramann
- Windingstad, Rasmus (* 1993), norwegischer Skirennläufer
- Windisch, Albert (1878–1967), deutscher Maler, Akademieprofessor und Typograph
- Windisch, Alois (1892–1958), österreichischer Offizier und Generalmajor im Zweiten Weltkrieg
- Windisch, Bernd (* 1980), österreichischer Fußballspieler und -trainer
- Windisch, Bruno (1849–1916), sächsischer Offizier, Oberjustizrat und Präsident des Königlich-Sächsischen Militärvereinsbund
- Windisch, Dominik (* 1989), italienischer BiathletDominik Windisch (* 1989)

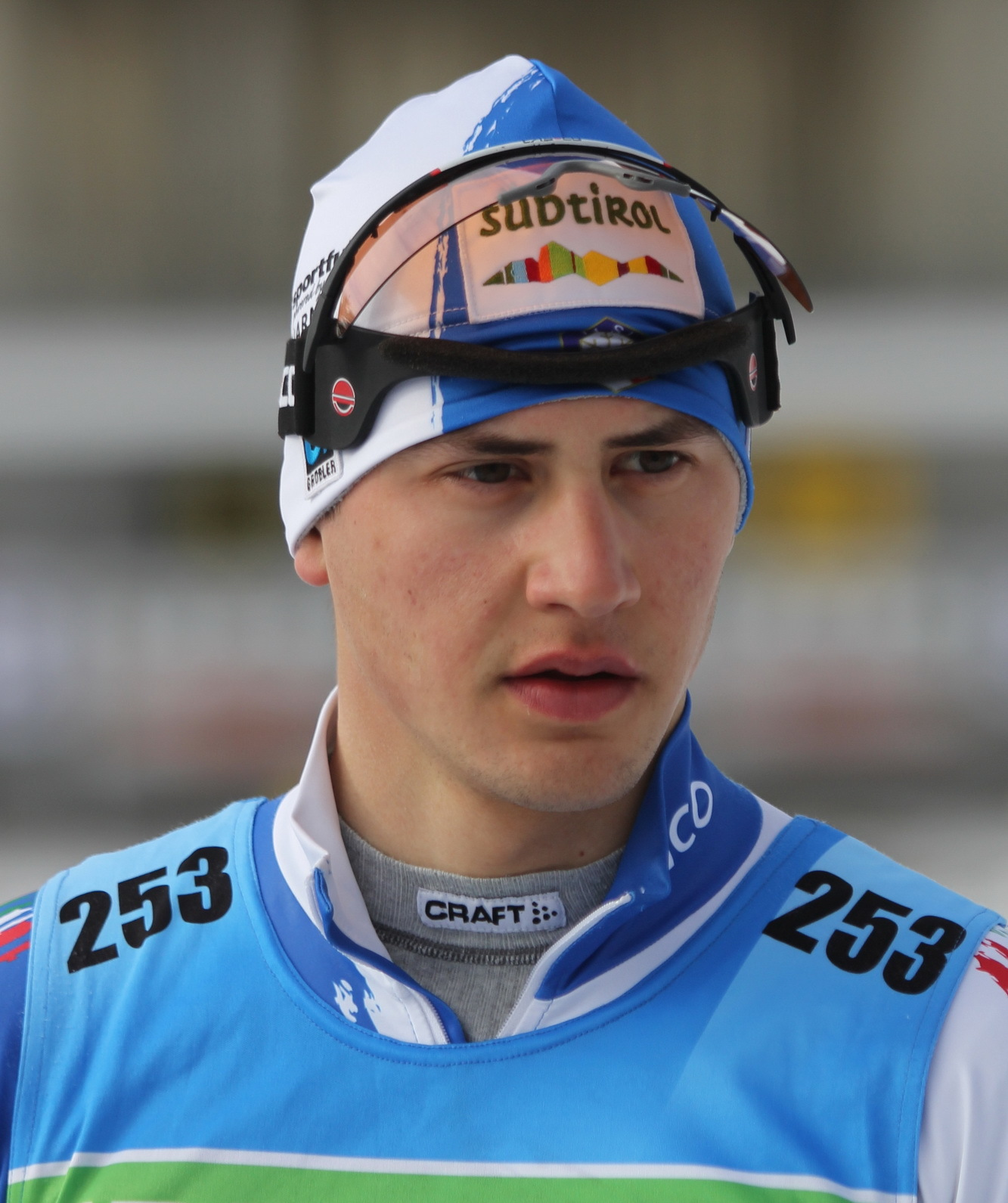
Dominik Windisch (* 1989)

- Windisch, Elke (* 1951), deutsche Journalistin, Autorin und Filmemacherin
- Windisch, Ernst (1844–1918), deutscher Sprachwissenschaftler, Sanskritist und Keltologe
- Windisch, Ernst (1922–2011), deutscher Jurist und Richter am Bundesgerichtshof
- Windisch, Franz (* 1957), österreichischer Politiker (ÖVP), Abgeordneter zum Nationalrat
- Windisch, Franziska (* 1983), deutsche Künstlerin
- Windisch, Fritz (1895–1961), deutscher Brauwissenschaftler und Gärungschemiker
- Windisch, Günther (1943–2017), österreichischer Maschinenbauingenieur und Schriftsteller
- Windisch, Hans (1881–1935), deutscher evangelischer Theologe und Professor
- Windisch, Hans (1891–1965), deutscher Fotograf, Graphiker und Illustrator
- Windisch, Harald (* 1966), österreichischer Schauspieler
- Windisch, Helmut (1925–2011), deutscher Autor, Regisseur und künstlerischer Leiter für Rundfunk, Fernsehen und Theater
- Windisch, Hubert (* 1949), deutscher römisch-katholischer Pastoraltheologe
- Windisch, Ignaz (1736–1783), Jesuit, Missionar, Hochschullehrer in Bamberg
- Windisch, Jakob (* 1999), italienischer Beachvolleyballspieler
- Windisch, Johann Christoph (1654–1728), deutscher Schullehrer und Organist, Bildhauer und Schreiner
- Windisch, Julius (* 1995), deutscher Jazz- und Improvisationsmusiker (Piano, Synthesizer, Komposition)
- Windisch, Karl (1868–1927), deutscher Chemiker
- Windisch, Karl Gottlieb von (1725–1793), Gelehrter und Publizist
- Windisch, Konrad (1932–2024), österreichischer Schriftsteller, Publizist und Rechtsextremist
- Windisch, Leopold (1913–1985), österreichisch-deutscher Kriegsverbrecher
- Windisch, Markus (* 1984), italienischer Biathlet
- Windisch, Rudolf (* 1897), sächsischer Offizier der Fliegertruppe im Ersten WeltkriegRudolf Windisch (* 1897)

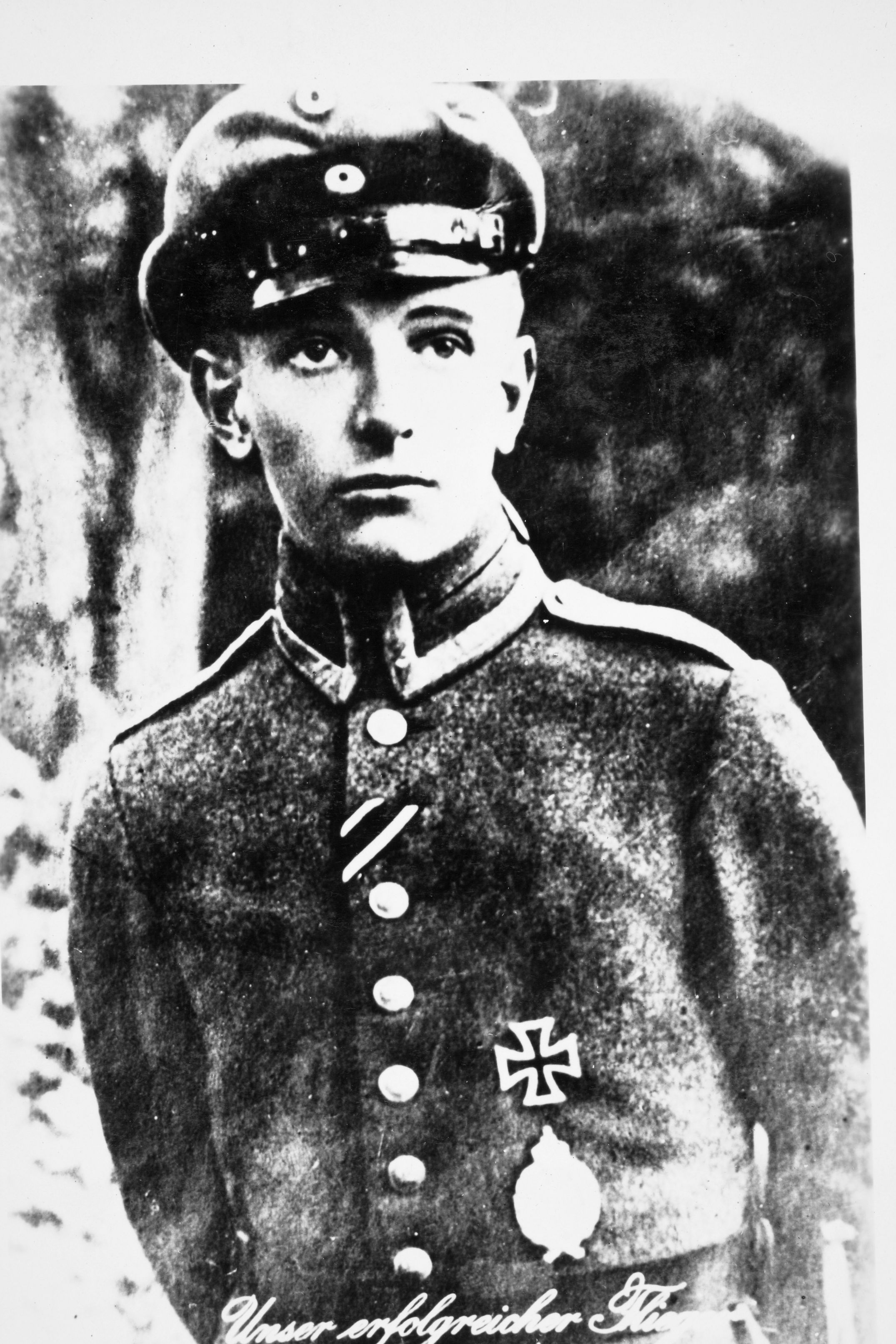
Rudolf Windisch (* 1897)

- Windisch, Rudolf (* 1940), deutscher Linguist und emeritierter Professor für Sprachwissenschaften an der Universität Rostock
- Windisch, Sigmund (1709–1787), deutscher Bildhauer
- Windisch, Simon (* 1982), österreichischer Regisseur
- Windisch, Theodor (1880–1932), deutscher Politiker (DDP) und Abgeordneter des Landtags des Volksstaates Hessen in der Weimarer Republik
- Windisch, Thomas (1914–2005), deutscher Komponist, Architekt, Maler, Lyriker und Pianist; hauptberuflich Baumeister, nebenberuflich Komponist, Organist und Chorleiter
- Windisch, Uta (* 1949), deutsche Politikerin (CDU), MdL
- Windisch, Veronika (* 1982), österreichische Shorttrackerin
- Windisch, Walter (1924–2011), deutscher Jagdflieger, General, stv. Generalinspekteur der Bundeswehr
- Windisch, Wilhelm (1860–1944), deutscher Brauwissenschaftler und Gärungschemiker
- Windisch, Wolfgang (* 1953), deutscher Schlagzeuger, Komponist und Kulturreferent
- Windisch, Wolfram (* 1969), deutscher Mediziner
- Windisch-Graetz, Alfred I. zu (1787–1862), österreichischer Feldmarschall
- Windisch-Graetz, Ernst Friedrich von (1670–1727), Reichshofratspräsident
- Windisch-Graetz, Gottlieb von (1630–1695), Politiker und Diplomat in kaiserlich-habsburger Diensten
- Windisch-Graetz, Joseph-Niklas zu (1744–1802), österreichischer Dienstkämmerer der Erzherzogin Marie-Antoinette
- Windisch-Graetz, Leopold Johann Victorin von (1686–1746), kaiserlicher Gesandter in Haag, k.k. Kämmerer und Geheimrat, ferner war er Oberst-Erblandstallmeister in der Steiermark und Herr von Trautmannsdorf, Götzendorf und Prerau
- Windisch-Graetz, Ludwig zu (1882–1968), ungarischer Politiker und Minister
- Windisch-Graetz, Michaela (* 1967), österreichische Hochschullehrerin und Rechtswissenschaftlerin
- Windisch-Graetz, Otto zu (1873–1952), österreichischer AdeligerOtto zu Windisch-Graetz (1873–1952)

Otto zu Windisch-Graetz (1873–1952)

- Windisch-Grätz, Alfred II. zu (1819–1876), General in der österreichischen Armee
- Windisch-Grätz, Alfred III. zu (1851–1927), österreichischer Politiker und Ministerpräsident
- Windischbauer, Julia (* 1996), österreichische Schauspielerin und Filmproduzentin
- Windischbauer, Thomas (* 2003), österreichischer Triathlet
- Windischberger, Lukas (* 1991), österreichischer Racketlon- und Squashspieler
- Windischmann, Friedrich (1811–1861), deutscher katholischer Theologe, Generalvikar und Hochschullehrer
- Windischmann, Karl Joseph Hieronymus (1775–1839), deutscher Arzt, Philosoph und Anthropologe
- Windischmann, Mike (* 1965), US-amerikanischer Fußballspieler
- Windish, Ilka (1925–1998), österreichisch-amerikanische Schauspielerin

### Windl
- Windl, Anja (* 1997), deutsche KlimaaktivistinAnja Windl (* 1997)

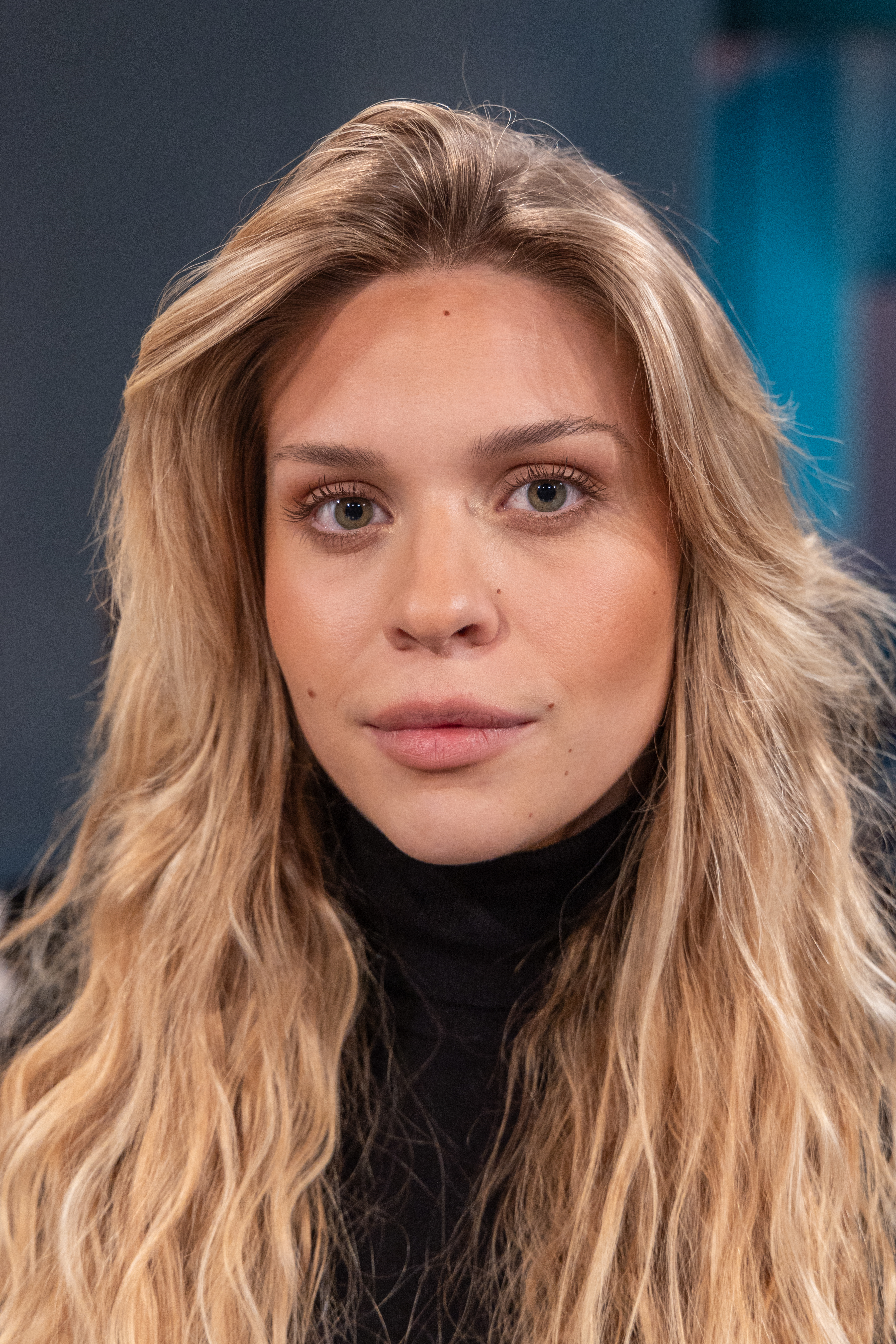
Anja Windl (* 1997)

- Windle, Drew (* 1992), US-amerikanischer Leichtathlet
- Windle, Joseph Raymond (1917–1997), kanadischer Geistlicher und römisch-katholischer Bischof von Pembroke
- Windle, Robert (* 1944), australischer Schwimmer
- Windle, William F. (1898–1985), US-amerikanischer Anatom und Neurologe
- Windle, Willie (1870–1936), US-amerikanischer Radrennfahrer
- Windler, Annedore (* 1956), deutsche Politikerin (CDU), MdBB
- Windler, Christian (* 1960), Schweizer Historiker
- Windler, Corinne (* 1974), Schweizer Jazzmusikerin (Saxophone, Komposition)
- Windler, Dylan (* 1996), US-amerikanischer Basketballspieler
- Windley, Brian (1936–2025), britischer Geologe
- Windley, Carol (* 1947), kanadische Schriftstellerin
- Windley, Jade (* 1990), britische Tennisspielerin
- Windlin, Cornel (* 1964), Schweizer Grafikdesigner
- Windlock, Johann († 1356), Bischof von Konstanz

### Windm
- Windmann, Wolfgang (* 1944), deutscher Fußballspieler
- Windmüller, Bigna (* 1991), schweizerische Skispringerin
- Windmüller, Eugen (1842–1927), deutscher Maler
- Windmüller, Gino (* 1989), deutscher Fußballspieler
- Windmüller, Karl (1873–1923), deutscher Kapitän zur See der Kaiserlichen Marine
- Windmüller, Max (1920–1945), deutscher Widerstandskämpfer
- Windmüller, Nina (* 1987), deutsche Fußballspielerin
- Windmüller, Sabrina (* 1987), Schweizer Skispringerin
- Windmüller, Sonja (* 1969), deutsche Volkskundlerin
- Windmüller, Walter (1898–1943), deutscher Jude, Opfer des Holocaust

### Windo
- Windo, Gary (1941–1992), britischer Jazzsaxophonist
- Windoffer, Alexander (* 1972), deutscher Jurist
- Windoffer, Ulrich (* 1942), deutscher Fotograf und Fotodesigner
- Windolf, Paul (* 1946), deutscher Soziologe und Hochschullehrer
- Windolf, Steve (* 1982), deutscher SchauspielerSteve Windolf (* 1982)

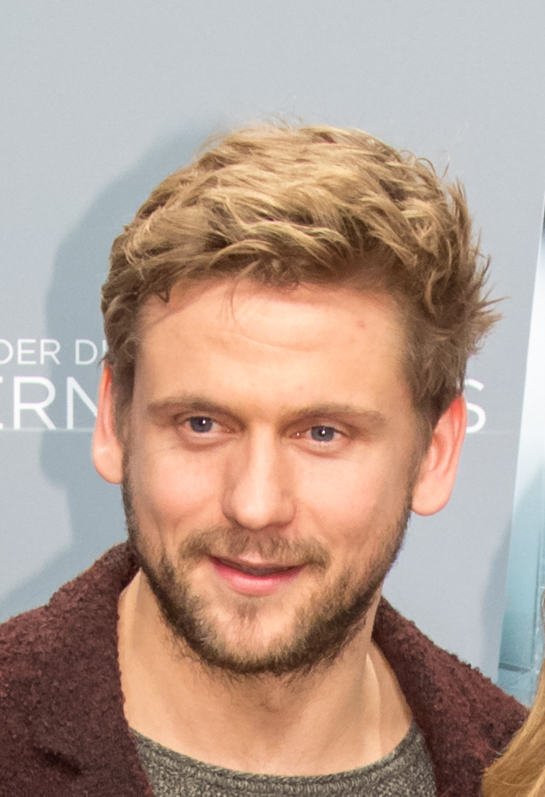
Steve Windolf (* 1982)

- Windolph, Charles (1851–1950), US-amerikanischer Soldat und Träger der Medal of Honor
- Windom, Loren (1905–1988), US-amerikanischer Offizier
- Windom, Steve (* 1949), US-amerikanischer Politiker
- Windom, William (1827–1891), US-amerikanischer Politiker (Republikanische Partei)
- Windom, William (1923–2012), US-amerikanischer Schauspieler
- Windon, Stephen F. (* 1959), australischer Kameramann
- Windorf, Jörg (* 1964), deutscher Radsportler
- Windorf, Wiebke (* 1974), deutsche Kunsthistorikerin
- Windorfer, Adolf (1909–1996), deutscher Kinderarzt

### Windp
- Windprecht, Sebastian (1767–1837), Buchhändler, Antiquar
- Windprechtinger, Oliver, deutscher American-Football-Spieler

### Windr
- Windradyne (1800–1829), Aborigine, kriegerischer Stammesführer
- Windrauch, Hans, deutscher Stuckateur
- Windrow, Martin (1944–2025), britischer Historiker, Verleger und Autor

### Winds
- Winds, Adolf (1855–1927), deutsch-österreichischer Schauspieler, Regisseur, Theaterpädagoge und Schriftsteller
- Winds, Erich-Alexander (1900–1972), deutscher Regisseur und Schauspieler
- Windscheid, Bernhard (1817–1892), deutscher Jurist
- Windscheid, Franz (1862–1910), deutscher Neurologe
- Windscheid, Jonas (* 1982), deutscher Jazzmusiker (Gitarre, Komposition) und Tontechniker
- Windscheid, Katharina (1859–1943), deutsche Frauenrechtlerin und Wegbereiterin für das Frauenstudium
- Windscheid, Leon (* 1988), deutscher UnternehmerLeon Windscheid (* 1988)

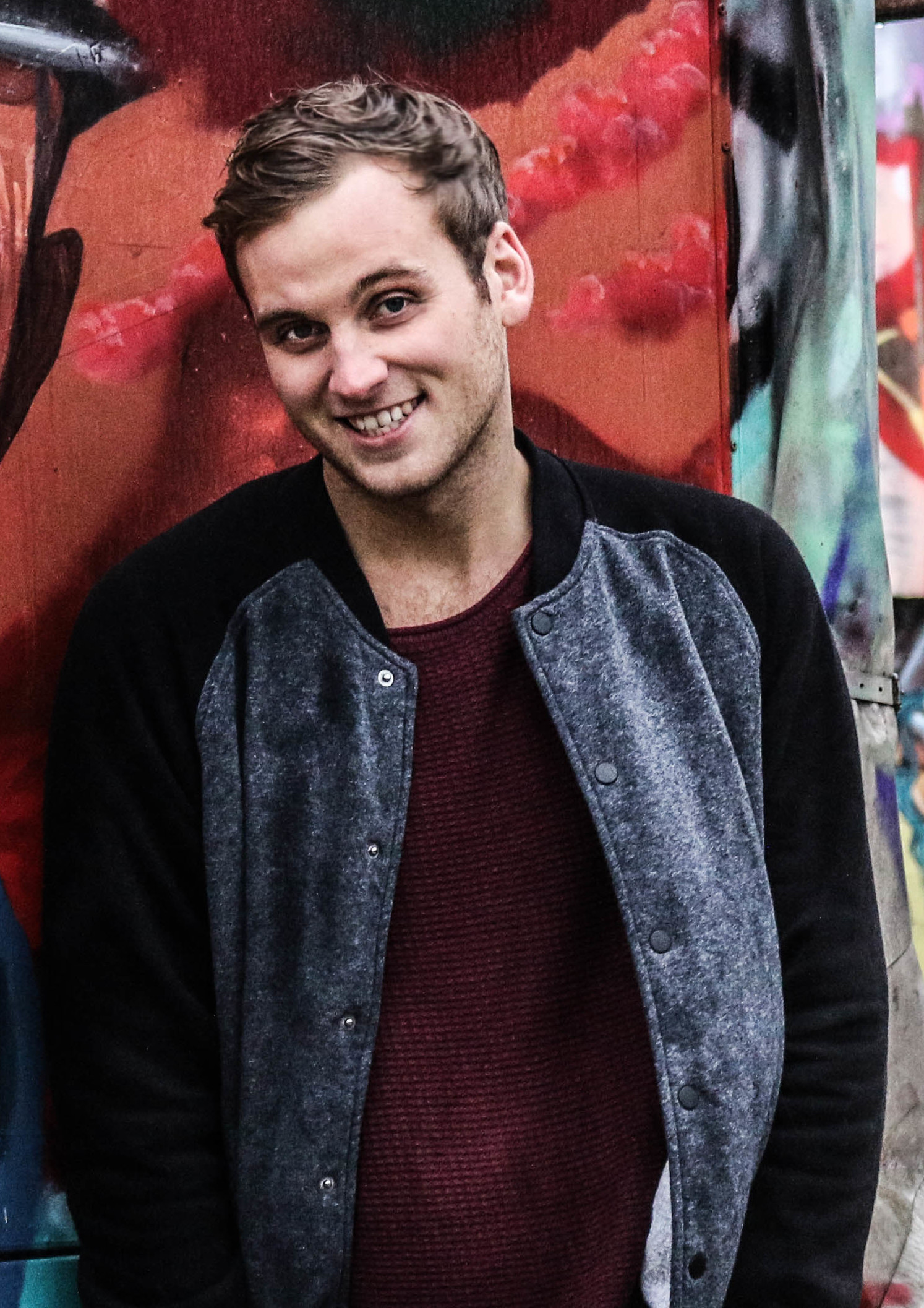
Leon Windscheid (* 1988)

- Windscheid, Otto (1823–1897), deutscher Ingenieur und Fabrikant
- Windscheif, Stefan (* 1987), deutscher Beach-Volleyballspieler
- Windschuttle, Keith (1942–2025), australischer Schriftsteller und Historiker
- Windsor, Alexander, Earl of Ulster (* 1974), britischer Adliger und Offizier
- Windsor, Barbara (1937–2020), britische SchauspielerinBarbara Windsor (1937–2020)

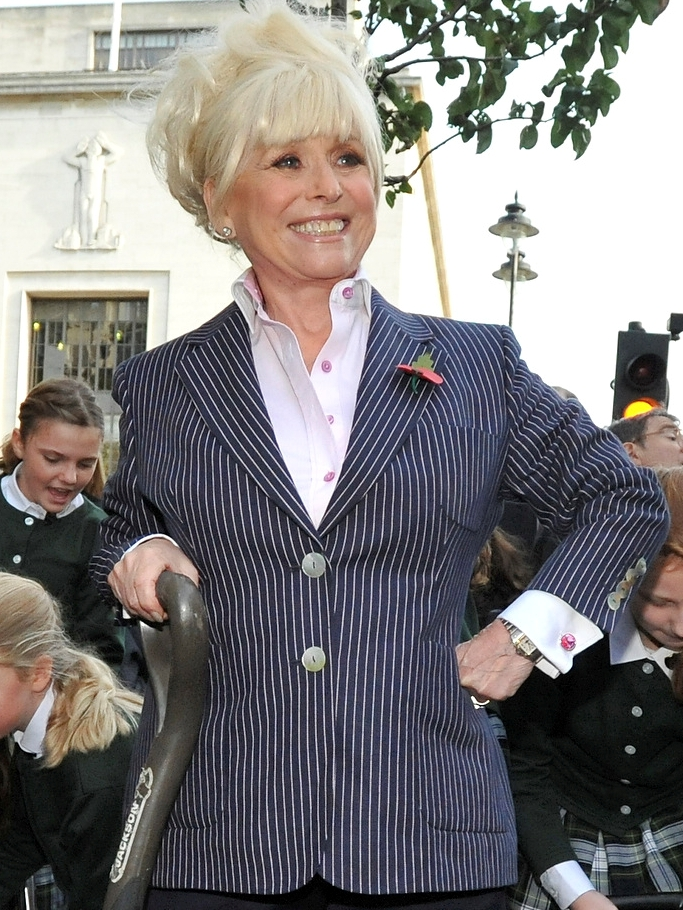
Barbara Windsor (1937–2020)

- Windsor, Bobby (* 1948), walisischer Rugbyspieler
- Windsor, Claire (1892–1972), US-amerikanische Schauspielerin
- Windsor, Dean (* 1986), australischer Bahn- und Straßenradrennfahrer
- Windsor, Devon (* 1994), US-amerikanisches Model
- Windsor, Edith (1929–2017), US-amerikanische LGBT-Aktivistin
- Windsor, Frank (1928–2020), britischer Schauspieler
- Windsor, Harley (* 1996), australischer Eiskunstläufer
- Windsor, Henry Haven (1859–1924), US-amerikanischer Verleger, Journalist und Autor
- Windsor, Herbert, 2. Viscount Windsor (1707–1758), britischer Adliger und Politiker
- Windsor, Marie (1919–2000), US-amerikanische Schauspielerin
- Windsor, Molly (* 1997), britische Filmschauspielerin
- Windsor, Nicholas (* 1970), britisches Mitglied der britischen Königsfamilie
- Windsor, Phineas Lawrence (1871–1965), US-amerikanischer Bibliothekar
- Windsor, Saaphyri (* 1979), US-amerikanische Schauspielerin
- Windsor, Thomas, 1. Viscount Windsor (1669–1738), englischer Adliger und Militär
- Windsor-Aubrey, Evelyn, englische Badmintonspielerin
- Windsor-Clive, Robert, 1. Earl of Plymouth (1857–1923), britischer Offizier, Peer und Politiker der Conservative Party
- Windsperger, Greg (* 1951), US-amerikanischer Skispringer
- Windsperger, Hubert (* 1945), deutscher Fußballspieler
- Windsperger, Lothar (1885–1935), deutscher Komponist, Lektor und Herausgeber
- Windsperger, Stephan (* 1969), deutscher Fußballspieler
- Windsperger, Ulrike (* 1949), deutsche Politikerin (Bündnis 90/Die Grünen), MdL
- Windsteig, Johann (1925–2005), österreichischer Beamter und Politiker (SPÖ), Abgeordneter zum Nationalrat, Mitglied des Bundesrates
- Windstein, Kirk (* 1965), US-amerikanischer Metal- und Sludge-Sänger und -GitarristKirk Windstein (* 1965)

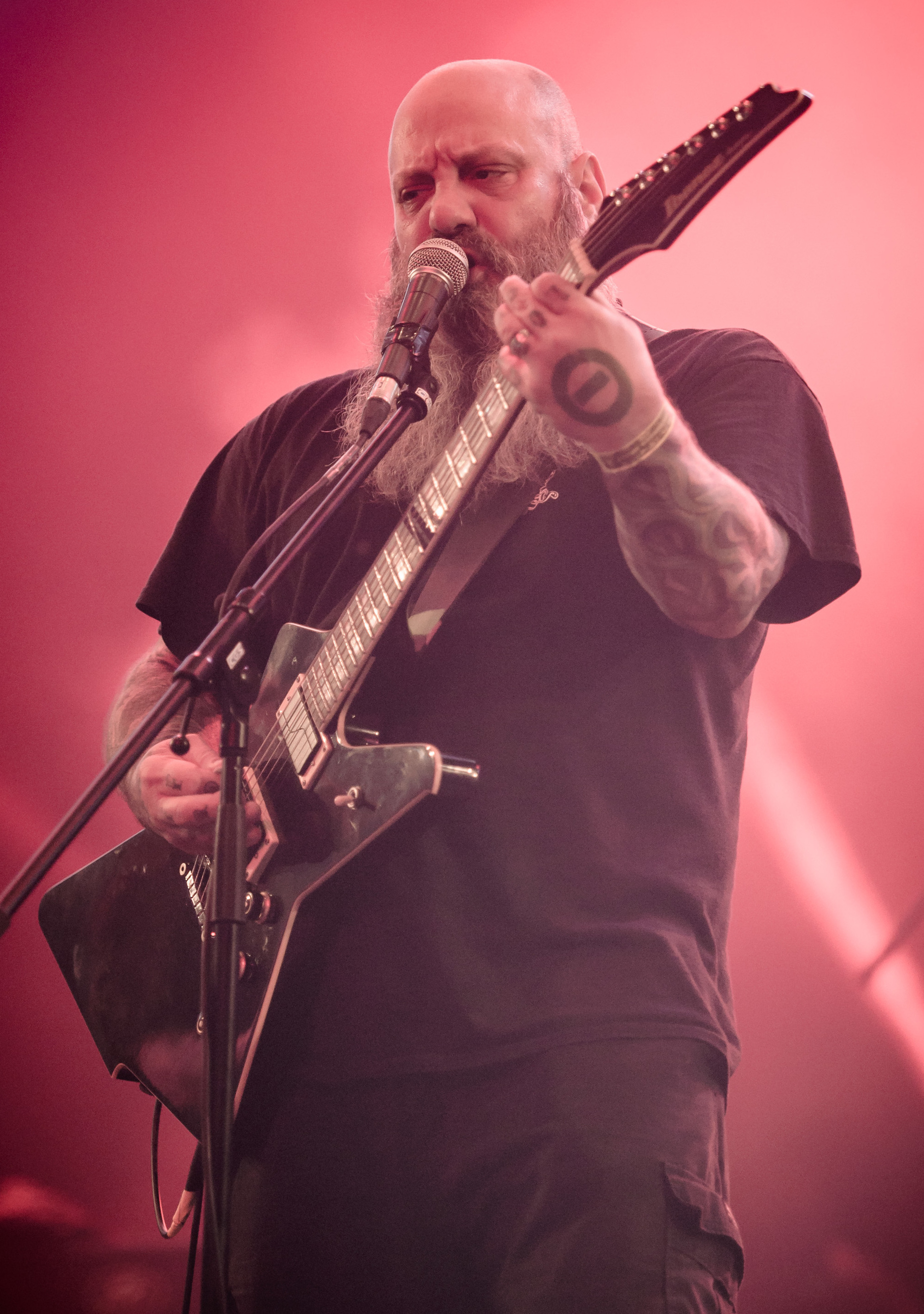
Kirk Windstein (* 1965)

- Windstosser, Ludwig (1921–1983), deutscher Fotograf

### Windt
- Windt, Erich (1912–1941), deutscher Schriftkünstler und Grafiker
- Windt, Ferdinand (1843–1917), preußischer Generalmajor
- Windt, Herbert (1894–1965), deutscher Komponist
- Windt, Julio de (1935–2021), dominikanischer Geiger, Dirigent und Musikpädagoge
- Windt, Katja (* 1969), deutsche Wissenschaftlerin im Bereich Maschinenbau und Logistik
- Windt, Peter (* 1973), niederländischer Hockeyspieler
- Windt, Reginald de (* 1983), niederländischer Judoka (Curaçao)
- Windter, Johann Wilhelm, deutscher Kupferstecher und Zeichner
- Windthorst, Eduard (1834–1914), deutscher Jurist und Politiker (DFP), MdR
- Windthorst, Elmar (1930–2018), deutscher Manager
- Windthorst, Karl (1836–1900), deutscher Jurist, Politiker und Oberbürgermeister von Münster in Westfalen
- Windthorst, Kay (* 1961), deutscher Rechtswissenschaftler und Hochschullehrer
- Windthorst, Ludwig (1812–1891), deutscher Politiker (Zentrum), MdR
- Windthorst, Margarete (1884–1958), deutsche Schriftstellerin
- Windtner, Franz, österreichischer Orgelbauer in St. Florian bei Linz
- Windtner, Georg (1916–1988), österreichischer Orgelbauer in St. Florian bei Linz
- Windtner, Leo (1950–2025), österreichischer Fußballfunktionär, Generaldirektor der Energie AG OberösterreichsLeo Windtner (1950–2025)

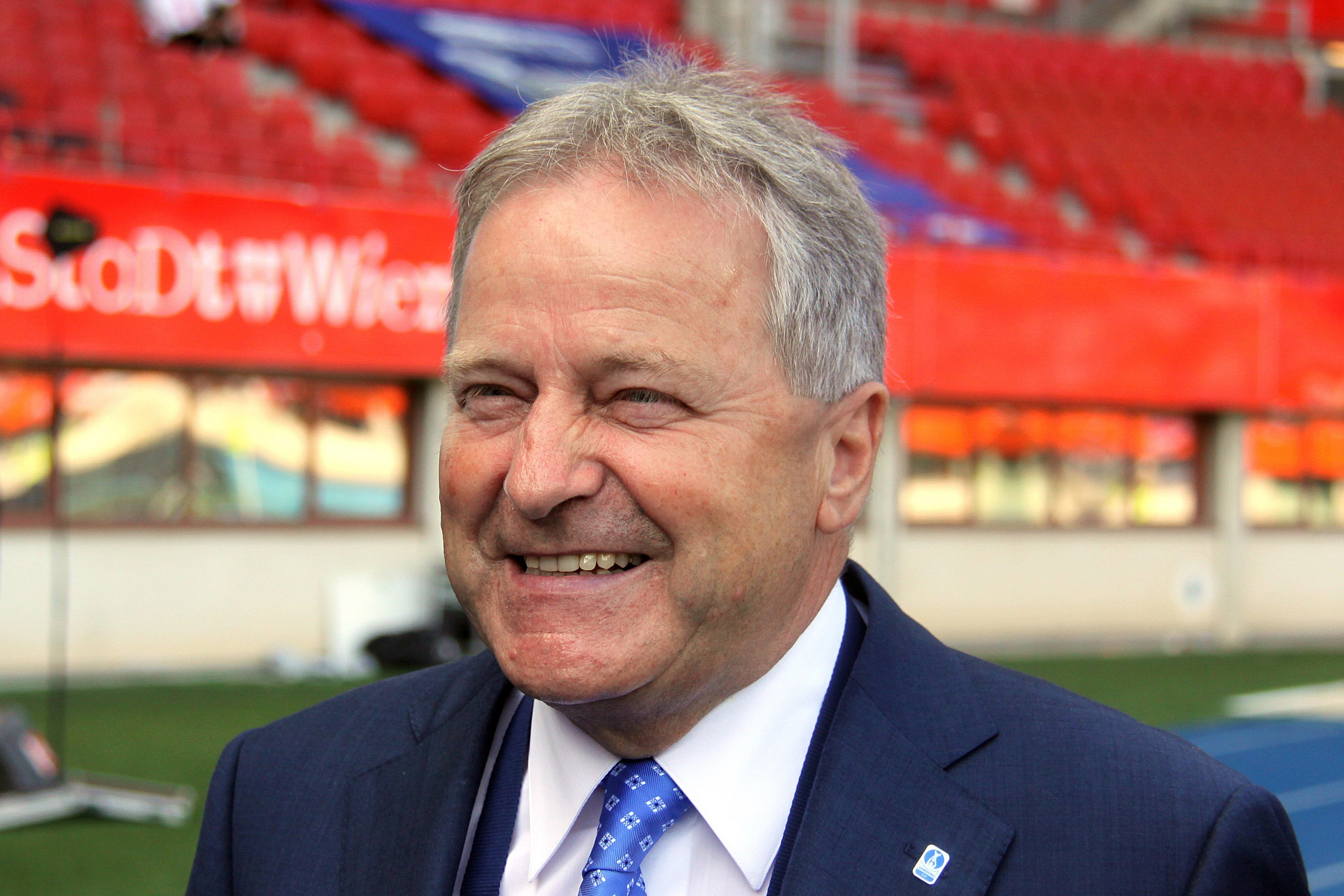
Leo Windtner (1950–2025)

### Windu
- Windust, Bretaigne (1906–1960), US-amerikanischer Bühnenschauspieler, Film-, Fernseh- und Theaterregisseur sowie Fernsehproduzent